# Ivan Lapajna
Ivan Lapajna, slovenski geodet in politik, * 17. junij 1857, Ponikve, Tolmin, † 12. marec 1945, Ponikve.

## Življenje in delo
Leta 1885 je v Trstu končal zemljemersko šolo. Po končani šoli je dobil prvo zaposlitev v Tolminu. Tu je med službovanjem skupaj z okrajnim cestnim odborom pripravil več novih  projektov za ceste in mostove. Kasneje je vodil razdeljevanje skupne srénjske zemlje (srénja je nekdanja skupnost upravičencev do skupnega premoženja ene ali več vasi). V Kobaridu, kjer se je naselil, je ustanovil svoj projektivni biro, med njegovimi uslužbenci je bil tudi gradbeni inženir Venceslav Smrekar. Leta 1895 je bil na listi političnega društva Sloga iz Gorice v razredu kmečke kurije sodnih okrajev Bovec, Cerkno, Kobarid in Tolmin izvoljen v goriški deželni zbor. Ponovno je bil izvoljen leta 1902. Leta 1908 pa je na volitvah v deželni zbor kandidiral na listi kobariškega Katoliško političnega in gospodarskega društva, katerega predsednik je bil, vendar ni uspel. Leta 1910 se je iz Kobarida vrnil v rojstni kraj, kjer je prevzel kmetijo. Vzporedno z delom na kmetiji je še vedno opravljal zemljemerska dela in izdelal več načrtov za stanovanjske hiše in druge objekte.